# Origny-le-Roux

Origny-le-Roux este o comună în departamentul Orne, Franța. În 1 ianuarie 2022 avea o populație de 249 de locuitori.